# El Rey de la Cantera
El Rey de la Cantera ―nombre artístico de Pablo Hanníbal Vela Córdova (Guayaquil, 9 de enero de 1944-Guayaquil, 1 de junio de 2015)― fue un comunicador social que se desempeñó como periodista deportivo durante 60 años, como locutor de varias radios de Ecuador y presentador en TC Televisión.

## Biografía

### Primeros años
Nació en Guayaquil el 9 de enero de 1944, fruto de un embarazo extrauterino. Su padre fue el periodista Pablo Ney Vela Rendón. Parte de su niñez la vivió junto a su abuela materna Isabel Rivas por un tiempo, y después con su abuela paterna Raquel Rendón, quién fue divorciada de su abuelo, el poeta Pablo Hanníbal Vela Egüez.
Estudió en el Instituto Particular Abdón Calderón, en el cual era rector el maestro Abelardo García Arrieta, quién le comentó a la madre, según dijo Vela: “La mentalidad de este niño es una mentalidad peligrosa: o se convierte en un gran hombre para la patria o es un gran delincuente. Y yo hasta el momento me he quedado en la mitad. Ni soy lo uno ni lo otro”.

### Adicción a las drogas
Vela empezó desde muy joven con el consumo de drogas, luego de pensar que el hijo que tenía no era suyo, el cual realmente es hijo suyo, lo que lo llevó a vivir en las calles durante 7 años, cerca del Cementerio General de Guayaquil en el callejón Ximena y Piedrahíta, junto a su inseparable compañero Carrillo, un perro al que le tuvo el más grande de los afectos durante su vida. Pasó más de 30 años en adicciones y vicios como las drogas, el alcohol, cometiendo adulterios con prostitutas y homosexuales, etapa de su vida que nunca tuvo tapujos en contarlas, frecuentando mucho la conocida calle 18 donde prolifera la prostitución, y acostumbraba caminar desde la calle Medardo Ángel Silva hasta el centro de la ciudad de ida y regreso consumiendo base de cocaína y fumando marihuana.

### Periodismo deportivo
Cuando era niño Vela era hincha del Club Deportivo Everest, sin embargo por consejo de su padre quien le dijo que si habla del Everest en su carrera periodística se moriría de hambre y que en vez de eso hable de Barcelona Sporting Club, fue que Vela desde ese entonces se convirtió en hincha del Barcelona.

### El origen del sobrenombre "El Rey de la Cantera" y su frase célebre
En 1965 Vela trabajaba en radio Cóndor donde su padre tenía un programa radial muy popular en la época llamado El Sillón del Peluquero, en el cual siempre tenía costumbre decir "el que me tira una piedra yo le tiro la cantera", frase que Vela también uso entre sus peleas con 27 periodistas colegas de la radio, por lo que uno de ellos le dijo durante un programa radial "allí está el loco ese, el marihuanero de las piedras", a lo que Vela respondió "no, loco no, más bien el Rey de la Cantera" y desde ese entonces fue conocido con este sobrenombre.

## Filmografía
- Ecuador Deportivo como presentador
- Mi Recinto, como El cura.
- La Hechicera, como reparto.
- Solteros sin compromiso, como él mismo.
- Deportivo, como presentador
- El derecho de los pobres, como él mismo.
- ¡Así pasa!, como él mismo

## Fallecimiento
Murió el 1 de junio de 2015 a los 71 años de edad.